# Rallye de Nouvelle-Zélande 1984
Le Rallye de Nouvelle-Zélande 1984 (15th Motorgard Rally of New Zealand), disputé du 23 au 26 juin 1984, est la cent-trentième  manche du championnat du monde des rallyes (WRC) courue depuis 1973, et la septième manche du championnat du monde des rallyes 1984.

## Contexte avant la course

### Le championnat du monde
Ayant succédé en 1973 au championnat international des marques (en vigueur de 1970 à 1972), le championnat du monde des rallyes comprend généralement une douzaine manches, comprenant les plus célèbres épreuves routières internationales, telles le Rallye Monte-Carlo, le Safari ou le RAC Rally. Depuis 1979, le championnat des constructeurs a été doublé d'un championnat pilotes, ce dernier remplaçant l'éphémère Coupe des conducteurs, organisée à seulement deux reprises en 1977 et 1978. Le calendrier 1984 intègre douze manches pour l'attribution du titre de champion du monde des pilotes mais seulement dix sélectives pour le championnat des marques (le Rallye de Suède et le Rallye de Côte d'Ivoire en étant exclus). Les épreuves sont réservées aux catégories suivantes :
- Groupe N : voitures de grande production de série, ayant au minimum quatre places, fabriquées à au moins 5000 exemplaires en douze mois consécutifs ; modifications très limitées par rapport au modèle de série (bougies, amortisseurs).
- Groupe A : voitures de tourisme de grande production, fabriquées à au moins 5000 exemplaires en douze mois consécutifs, avec possibilité de modifications des pièces d'origine ; poids minimum fonction de la cylindrée.
- Groupe B : voitures de grand tourisme, fabriquées à au moins 200 exemplaires en douze mois consécutifs, avec possibilité de modifications des pièces d'origine (extension d'homologation portant sur 10% de la production[2]).

Si le duel Audi contre Lancia avait tourné à l'avantage de l'équipe italienne en 1983, la première demi-saison 1984 a plutôt favorisé le constructeur allemand qui a remporté trois des cinq premières manches (Monte-Carlo avec Walter Röhrl, Portugal avec Hannu Mikkola et Acropole avec Stig Blomqvist) ; il compte huit points d'avance sur la marque turinoise, victorieuse une seule fois grâce à Markku Alén en Corse. Blomqvist s'est également imposé en Suède dans le cadre du championnat des pilotes, dont il est en tête avec  trois points d'avance sur Alén.

### L'épreuve
Depuis sa création en 1969, le rallye de Nouvelle-Zélande est passé du stade de sprint sur longues lignes droites à celui d'épreuve internationale disputée sur un parcours sélectif et pittoresque, faisant l'unanimité au sein des pilotes. Empruntant des pistes planes et assez larges, il autorise des moyennes élevées tout en préservant la sécurité des équipages. Il fut intégré au championnat du monde des rallyes dès 1977. L'édition 1984 se disputera uniquement de jour, les épreuves nocturnes ayant été supprimées.

## Le parcours
- départ : 23 juin 1984 d'Auckland
- arrivée : 26 juin 1984 à Auckland

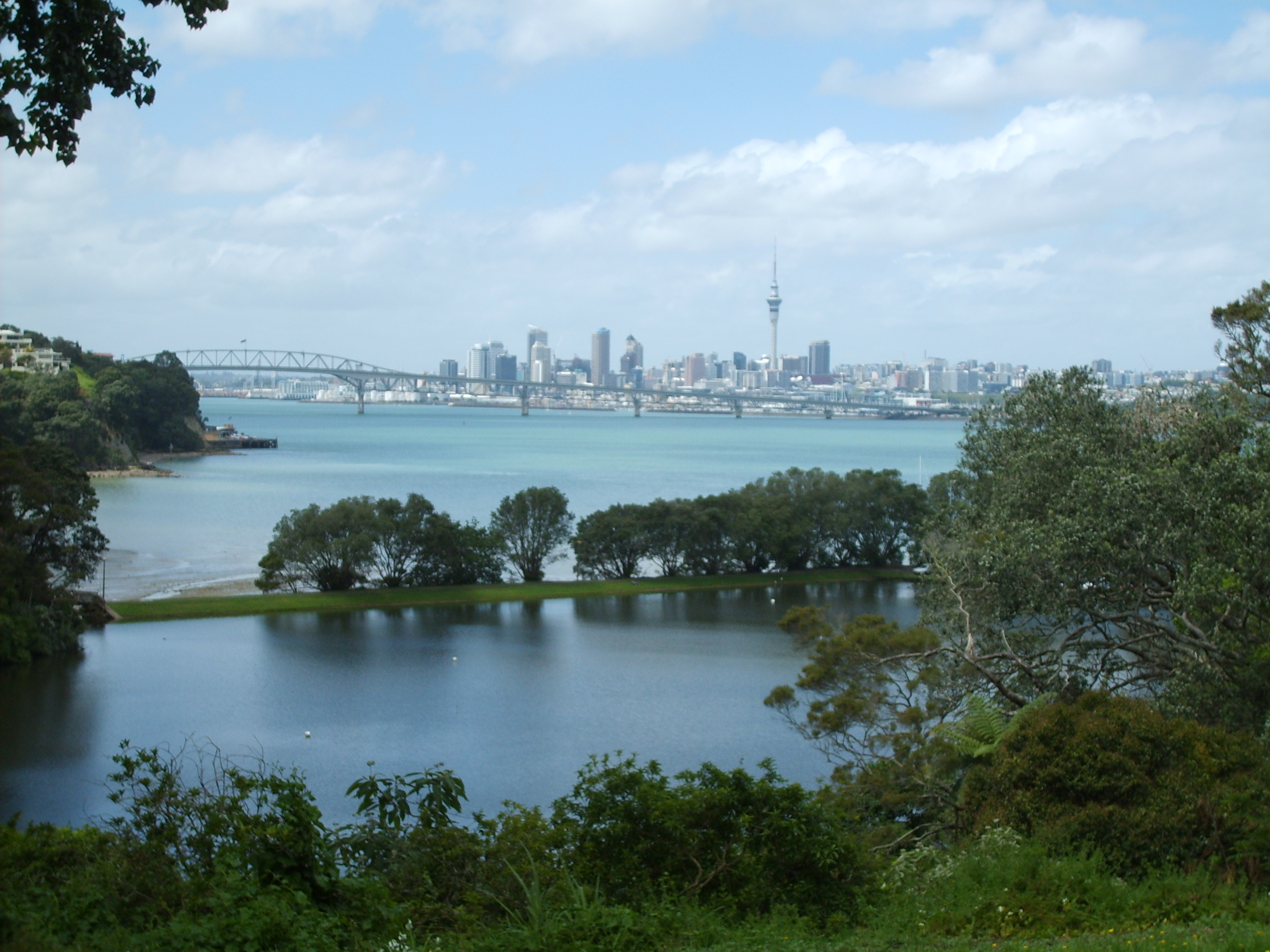
Auckland, principale ville de Nouvelle-Zélande.

- distance : 2626,4 km, dont 1063,26 km sur 45 épreuves spéciales
- surface : terre (95%) et asphalte (5%)
- Parcours divisé en quatre étapes[3]

### Première étape
- Auckland - Wellsford - Auckland, le 23 juin
- distance : 598,8 km, dont 251,41 km sur 12 épreuves spéciales

### Deuxième étape
- Auckland - Hamilton - Rotorua, le 24 juin
- distance : 633,1 km, dont 206,22 km sur 10 épreuves spéciales

### Troisième étape
- Rotorua - Kawerau - Rotorua - Taupo - Rotorua, le 25 juin
- distance : 596,8 km, dont 284,33 km sur 12 épreuves spéciales

### Quatrième étape
- Rotorua - Piopio - Auckland, le 26 juin
- distance : 797,7 km, dont 321,30 km sur 11 épreuves spéciales

## Les forces en présence
- Lancia

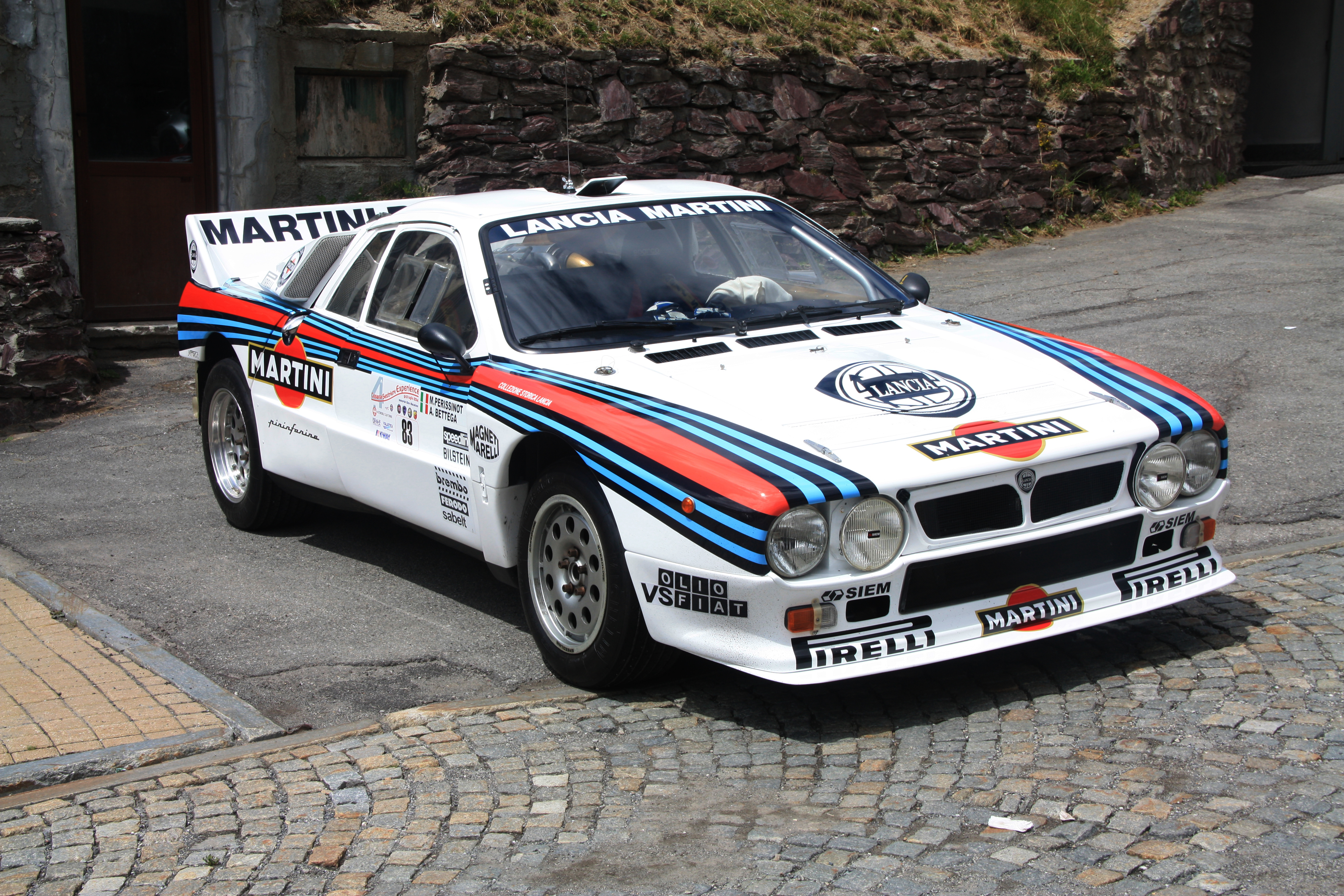
Une seule Lancia Rally 037 sera au départ.

La Scuderia Lancia n'avait initialement pas prévu d'effectuer le déplacement en Nouvelle-Zélande, mais à la demande de Markku Alén, engage finalement une Rally 037 groupe B pour permettre à son pilote finlandais de défendre ses chances au championnat des conducteurs. Cette berlinette à moteur central arrière pèse 980 kg. Alimenté par un système d'injection mécanique Bosch Kugelfischer associé à un compresseur volumétrique Abarth, le quatre cylindres de 2111 cm3 développe 325 à 8000 tr/min. Alén utilise des pneus Pirelli.
- Audi

Pour cette épreuve spécifique, Audi Sport a préféré jouer la sécurité avec trois Quattro A2 groupe B pour Stig Blomqvist, Walter Röhrl et Hannu Mikkola, le nouveau modèle à empattement court posant des difficultés d'approvisionnement de pièces de rechange. Dotées d'une transmission intégrale permanente, les Quattro A2 pèsent environ 1050 kg. Leur moteur cinq cylindres de 2121 cm3, placé à l'avant, est alimenté par un système d'injection électronique Bosch associé à un turbocompresseur KKK. Il développe 360 chevaux à 7000 tr/min. Engagé à titre privé, Franz Wittmann (pilote de rallye, 1950) dispose d'un modèle identique. Les Audi sont chaussées de pneus Michelin.
- Nissan

Le constructeur japonais aligne deux 240RS groupe B, Timo Salonen étant épaulé pour la circonstance par le pilote local Reg Cook. Ces coupés de 1030 kg, à transmission classique, sont équipés d'un moteur quatre cylindres de 2340 cm3 alimenté par deux carburateurs double corps Solex développant plus de 260 chevaux à 8000 tr/min. Ils sont chaussés de pneus Dunlop de fabrication japonaise.
- Toyota

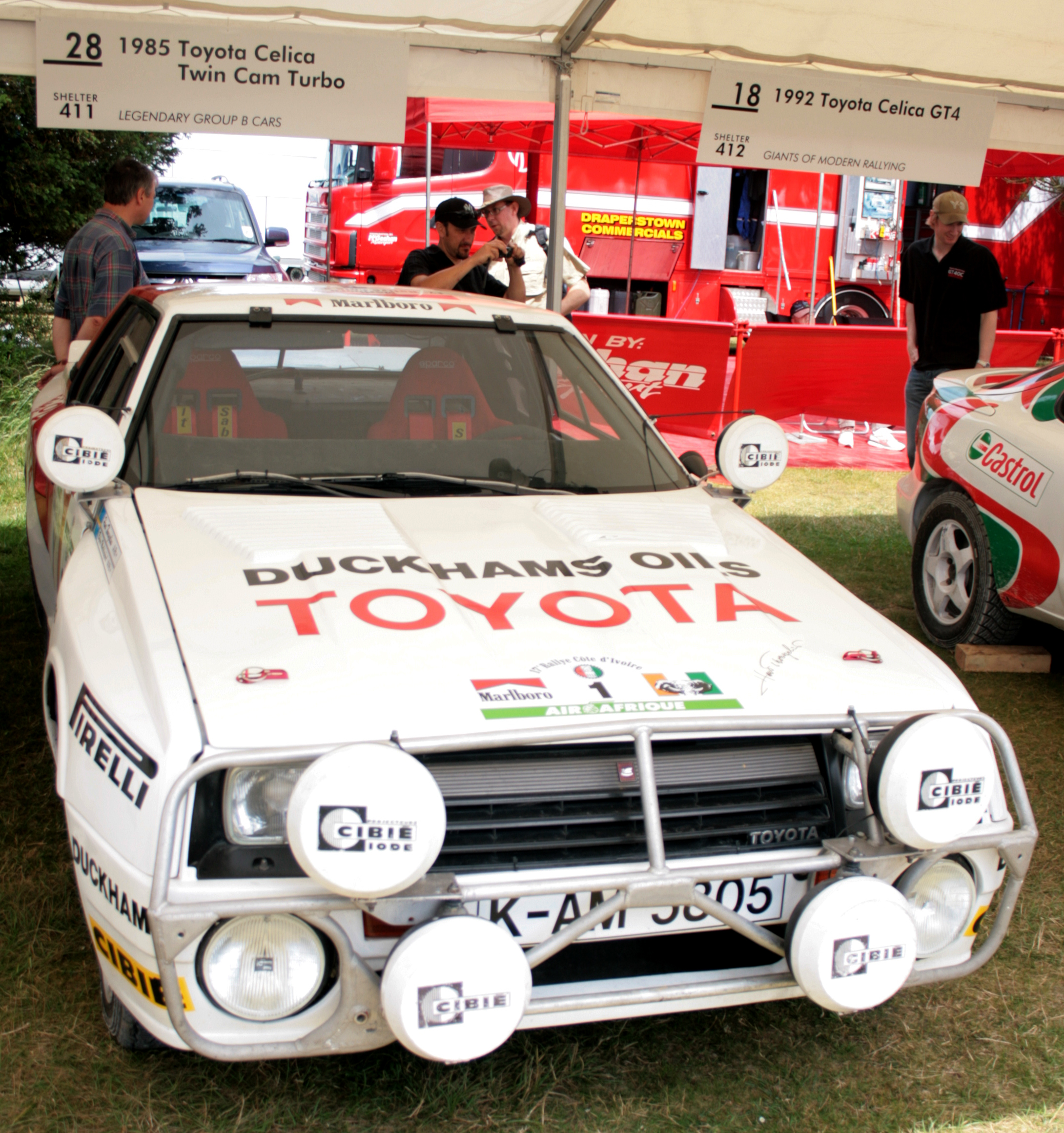
Une Toyota Celica TCT groupe B.

Le Toyota Team Europe a engagé deux coupés Celica TCT groupe B pour Björn Waldegård et Juha Kankkunen. Ils sont propulsés par un moteur quatre cylindres de 2090 cm3 alimenté par un système d'injection électronique Nippondenso associé à un turbocompresseur KKK. Leur puissance maximale est de 370 chevaux à 8500 tr/min. Pesant environ une tonne, les Celica utilisent des pneus Pirelli. Engagé à titre privé, le Néo-Zélandais Paul Adams s'aligne sur une Corolla GT groupe A, catégorie dans laquelle il sera l'un des favoris.
- Subaru

Spécialiste de la transmission intégrale, la petite marque japonaise a préparé quatre coupés Leone RX groupe A. Ils sont aux mains de Possum Bourne, Junichiro Kato, Tony Teesdale et Bruce Powell. Pesant 940 kg, ils sont dotés d'un moteur à quatre cylindres de type boxer de 1781 cm3, développant 160 chevaux à 6500 tr/min. Ils utilisent des pneus Dunlop.
- Ford

De nombreux pilotes locaux s'alignent sur des Escort RS1800 (environ 250 chevaux), anciennes voitures de groupe 4 réhomologuées en groupe B. Les plus en vue sont celles de Malcolm Stewart, Neil Allport, Inky Tulloch et Tom Mason.

## Déroulement de la course

### Première étape
Les équipages s'élancent d'Auckland le samedi matin, à dix heures, en direction d'Helensville. C'est la première fois que le tracé emprunte la partie septentrionale de l'île. Le terrain est favorable aux Audi Quattro : malgré un contact avec une grosse pierre l'obligeant à parcourir deux kilomètres avec une roue arrière bloquée, Walter Röhrl prend d'emblée le commandement devant son coéquipier Stig Blomqvist et sur la Toyota de Björn Waldegård, les deux Suédois ayant été ralentis par une double crevaison. Röhrl et Blomqvist font jeu égal dans le secteur suivant mais peu après le pilote allemand perd l'usage de son différentiel arrière et perd la tête de la course au profit de son coéquipier. Il va perdre encore une place au profit de Markku Alén (Lancia) avant que ses mécaniciens ne puissent remplacer la pièce endommagée. Attaquant dès lors au maximum, Röhrl efface immédiatement ses dix-neuf secondes de retard et reprend la tête de la course, creusant ensuite régulièrement l'écart sur ses poursuivants. Au cours de l'après-midi, il parvient à prendre plus d'une minute d'avance sur Blomqvist et sur la troisième Audi officielle, pilotée par Hannu Mikkola, qui après un départ discret a pris le meilleur sur Waldegård et Alén. Cependant, au milieu de la neuvième épreuve chronométrée, le moteur de l'Audi numéro 1 se coupe, calculateur électronique défaillant, et Röhrl est contraint à l'abandon. Blomqvist retrouve la première place, toujours talonné par Mikkola, à seulement deux secondes. Les deux hommes vont faire pratiquement jeu égal dans les tronçons suivants mais c'est finalement Mikkola qui terminera l'étape en tête, trois secondes devant son coéquipier. Troisième, Alén est à une demi-minute, nettement devant les Toyota de Björn Waldegård et Juha Kankkunen et la Nissan de Timo Salonen. Treizième au volant de sa Subaru, Possum Bourne domine le groupe A.
| Pos. | Pilote          | Copilote         | Voiture                     | Groupe | Temps           | Écart         |
| ---- | --------------- | ---------------- | --------------------------- | ------ | --------------- | ------------- |
| 1    | Hannu Mikkola   | Arne Hertz       | Audi Quattro A2             | B      | 2 h 24 min 02 s |               |
| 2    | Stig Blomqvist  | Björn Cederberg  | Audi Quattro A2             | B      | 2 h 24 min 05 s | + 3 s         |
| 3    | Markku Alén     | Ilkka Kivimäki   | Lancia Rally 037            | B      | 2 h 24 min 28 s | + 26 s        |
| 4    | Björn Waldegård | Hans Thorszelius | Toyota Celica Twincam Turbo | B      | 2 h 25 min 45 s | + 1 min 43 s  |
| 5    | Juha Kankkunen  | Fred Gallagher   | Toyota Celica Twincam Turbo | B      | 2 h 27 min 56 s | + 3 min 54 s  |
| 6    | Timo Salonen    | Seppo Harjanne   | Nissan 240RS                | B      | 2 h 29 min 39 s | + 5 min 37 s  |
| 7    | Franz Wittmann  | Peter Diekmann   | Audi Quattro A2             | B      | 2 h 30 min 26 s | + 6 min 24 s  |
| 8    | Reg Cook        | Wayne Jones      | Nissan 240RS                | B      | 2 h 36 min 00 s | + 11 min 58 s |
| 9    | Neil Allport    | Rodger Freeth    | Ford Escort RS1800          | B      | 2 h 37 min 16 s | + 13 min 14 s |
| 10   | Brian Stokes    | Robin Kerr       | Ford Escort RS1800          | B      | 2 h 42 min 13 s | + 18 min 11 s |
| 11   | Malcolm Stewart | Doug Parkhill    | Ford Escort RS1800          | B      | 2 h 42 min 17 s | + 18 min 15 s |
| 12   | Mark Jennings   | Jim Robb         | Ford Escort RS1800          | B      | 2 h 43 min 00 s | + 18 min 58 s |
| 13   | Possum Bourne   | Michael Eggleton | Subaru Leone RX             | A      | 2 h 43 min 23 s | + 19 min 21 s |
| 14   | Chris Barns     | Warryn Jones     | Ford Escort RS1800          | B      | 2 h 45 min 43 s | + 21 min 41 s |
| 15   | Tony Teesdale   | Gary Smith       | Subaru Leone RX             | A      | 2 h 47 min 51 s | + 23 min 49 s |

### Deuxième étape
La deuxième étape débute le dimanche matin. Après un cours prélude sur asphalte, les concurrents prennent les pistes en direction du sud. Mikkola et Blomqvist continuent à se disputer le commandement, le Suédois prenant finalement l'avantage peu après Hamilton. L'écart entre les deux hommes de tête reste cependant très serré et c'est seulement avec sept secondes d'avance sur son coéquipier que Blomqvist rallie le parc fermé de Rotorua. Toujours troisième, Alén accuse désormais trois minutes de retard sur les Audi. Il précède Waldegård de deux minutes et demie tandis que, ralenti par un problème de transmission, Kankunnen a cédé la cinquième place à Salonen. Alors qu'il occupait la septième position, Franz Wittmann a dû renoncer en fin de journée, une bielle de son Audi ayant lâché. Toujours en tête du groupe A, Bourne occupe désormais le dixième rang. Quarante-cinq équipages restent encore en course.

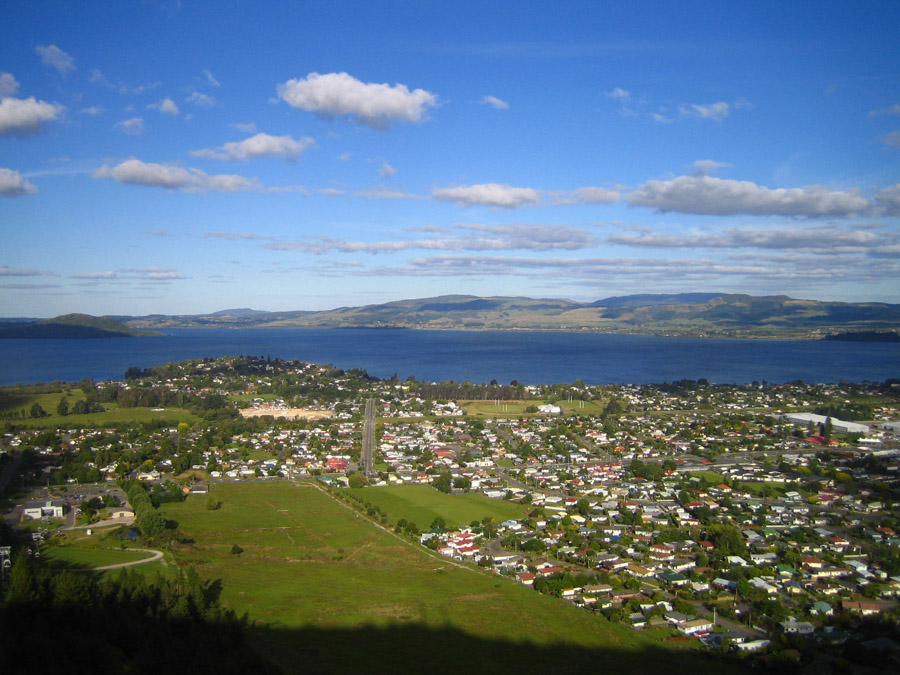
Rotorua, ville arrivée de la deuxième étape.

| Pos. | Pilote          | Copilote         | Voiture                     | Groupe | Temps           | Écart             |
| ---- | --------------- | ---------------- | --------------------------- | ------ | --------------- | ----------------- |
| 1    | Stig Blomqvist  | Björn Cederberg  | Audi Quattro A2             | B      | 4 h 24 min 17 s |                   |
| 2    | Hannu Mikkola   | Arne Hertz       | Audi Quattro A2             | B      | 4 h 24 min 24 s | + 7 s             |
| 3    | Markku Alén     | Ilkka Kivimäki   | Lancia Rally 037            | B      | 4 h 26 min 17 s | + 3 min 00 s      |
| 4    | Björn Waldegård | Hans Thorszelius | Toyota Celica Twincam Turbo | B      | 4 h 29 min 45 s | + 5 min 28 s      |
| 5    | Timo Salonen    | Seppo Harjanne   | Nissan 240RS                | B      | 4 h 34 min 20 s | + 10 min 03 s     |
| 6    | Juha Kankkunen  | Fred Gallagher   | Toyota Celica Twincam Turbo | B      | 4 h 45 min 17 s | + 21 min 00 s     |
| 7    | Neil Allport    | Rodger Freeth    | Ford Escort RS1800          | B      | 4 h 47 min 17 s | + 23 min 00 s     |
| 8    | Reg Cook        | Wayne Jones      | Nissan 240RS                | B      | 4 h 47 min 30 s | + 23 min 13 s     |
| 9    | Malcolm Stewart | Doug Parkhill    | Ford Escort RS1800          | B      | 4 h 56 min 29 s | + 32 min 12 s     |
| 10   | Possum Bourne   | Michael Eggleton | Subaru Leone RX             | A      | 4 h 59 min 30 s | + 35 min 13 s     |
| 11   | Tony Teesdale   | Gary Smith       | Subaru Leone RX             | A      | 5 h 06 min 07 s | + 51 min 50 s     |
| 12   | Ray Wilson      | Doug Bone        | Toyota Starlet              | A      | 5 h 09 min 33 s | + 45 min 16 s     |
| 13   | Blair Robson    | Don Campbell     | Mitsubishi Lancer Turbo     | B      | 5 h 11 min 07 s | + 46 min 50 s     |
| 14   | Brent Rawstron  | Doug Bone        | Toyota Starlet              | A      | 5 h 31 min 21 s | + 1 h 07 min 04 s |

### Troisième étape

#### Rotorua - Kawerau - Rotorua
La troisième étape commence par une boucle à l'est de Rotorua, le lundi matin. Mikkola attaque à outrance pour tenter de reprendre le commandement. Après les trois premières épreuves spéciales, il revient à hauteur de Blomqvist, les deux hommes se retrouvant momentanément à égalité, avant que le Suédois ne reprenne cinq secondes d'avance près du lac Rotama. Dans le secteur de Kawerau, Mikkola se donne à fond mais, en escaladant une bordure, déséquilibre son Audi qui effectue trois quarts de tonneau. Indemne, l'équipage doit tout d'abord maîtriser un début d'incendie avant de remettre la voiture sur roues. Une canalisation d'huile s'est rompue et plus de dix minutes seront nécessaires pour effectuer une réparation de fortune. Blomqvist se retrouve avec plus de quatre minutes et demie d'avance sur Alén, Mikkola chutant à la troisième place, huit minutes plus loin. Presque au même endroit, Salonen et Kankunnen sortent également de la route ; si le premier parvient à repartir presque aussitôt, la Nissan étant retombée sur ses roues après un tonneau, le second a atterri sur le toit, en contrebas de la piste ; l'équipage n'a rien mais la Toyota est hors d'état de repartir.
Ayant perdu toute chance de s'imposer, Mikkola parvient à ramener sa voiture endommagée au point d'assistance sans perdre de temps supplémentaire sur Alén, sur qui il peut encore espérer revenir. À mi-étape, Blomqvist a encore creusé l'écart, Alén étant désormais à plus de cinq minutes de l'Audi de tête. Mikkola, troisième, précède les deux Nissan de Salonen et Cook et la Toyota de Waldegård, ce dernier ayant perdu près d'une demi-heure en fin de matinée à cause à la suite d'une rupture de canalisation d'essence. Subaru domine toujours le groupe A, Bourne occupant maintenant la huitième place juste devant son coéquipier Teesdale.

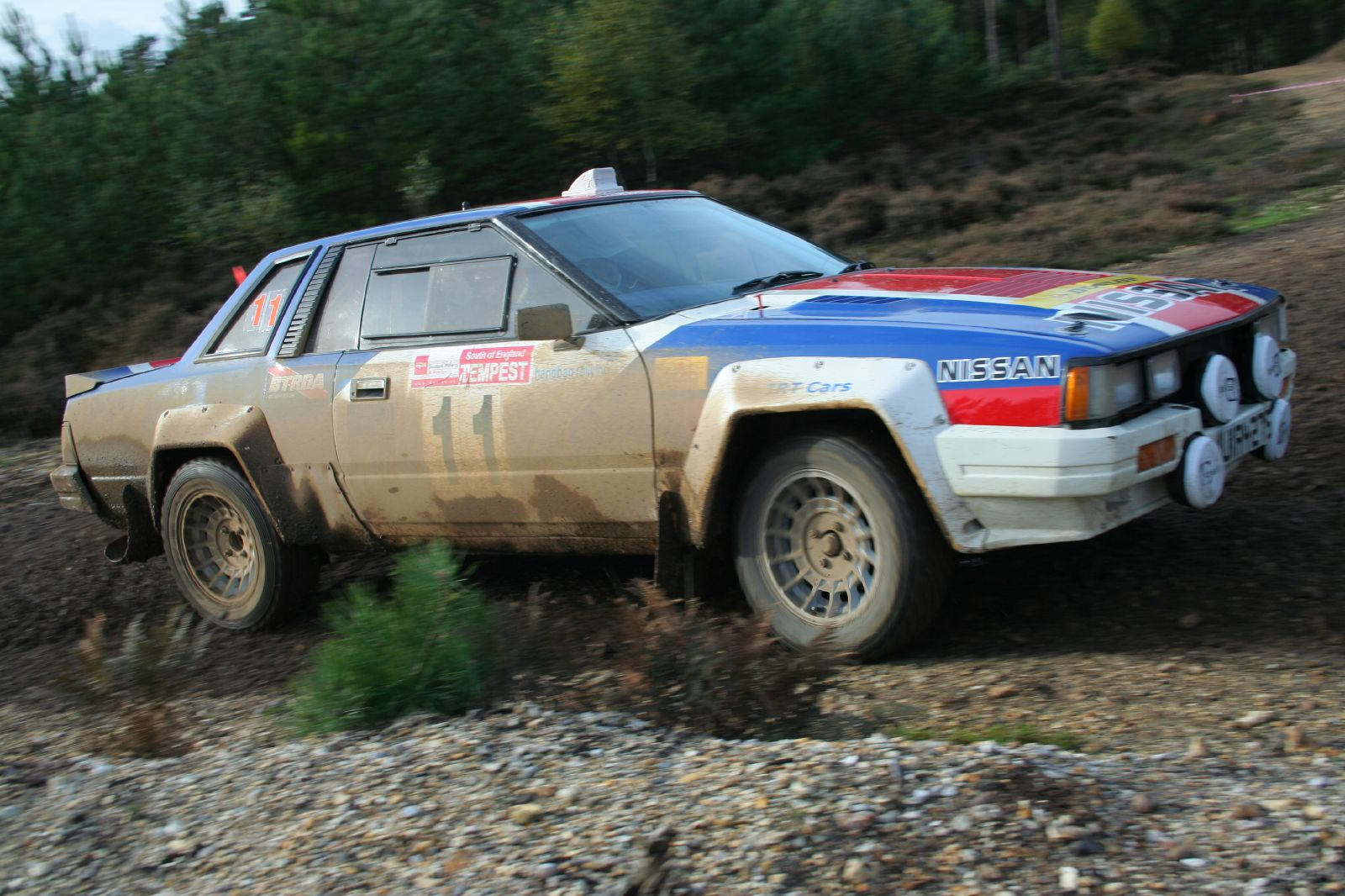
Une Nissan 240RS semblable à celle de Timo Salonen ; malgré un spectaculaire tonneau, le Finlandais conserve la quatrième place.

| Pos. | Pilote          | Copilote         | Voiture                     | Groupe | Temps           | Écart         |
| ---- | --------------- | ---------------- | --------------------------- | ------ | --------------- | ------------- |
| 1    | Stig Blomqvist  | Björn Cederberg  | Audi Quattro A2             | B      | 5 h 29 min 24 s |               |
| 2    | Markku Alén     | Ilkka Kivimäki   | Lancia Rally 037            | B      | 5 h 34 min 28 s | + 5 min 04 s  |
| 3    | Hannu Mikkola   | Arne Hertz       | Audi Quattro A2             | B      | 5 h 42 min 17 s | + 12 min 53 s |
| 4    | Timo Salonen    | Seppo Harjanne   | Nissan 240RS                | B      | 5 h 44 min 35 s | + 15 min 11 s |
| 5    | Reg Cook        | Wayne Jones      | Nissan 240RS                | B      | 6 h 02 min 04 s | + 32 min 40 s |
| 6    | Björn Waldegård | Hans Thorszelius | Toyota Celica Twincam Turbo | B      | 6 h 06 min 55 s | + 37 min 31 s |
| 7    | Malcolm Stewart | Doug Parkhill    | Ford Escort RS1800          | B      | 6 h 09 min 59 s | + 40 min 35 s |
| 8    | Possum Bourne   | Michael Eggleton | Subaru Leone RX             | A      | 6 h 14 min 49 s | + 45 min 25 s |
| 9    | Tony Teesdale   | Gary Smith       | Subaru Leone RX             | A      | 6 h 22 min 46 s | + 53 min 22 s |
| 10   | Blair Robson    | Don Campbell     | Mitsubishi Lancer Turbo     | B      | 6 h 29 min 02 s | + 59 min 38 s |

#### Rotorua - Taupo - Rotorua
Les concurrents repartent de Rotorua pour une boucle au sud de la ville. Mikkola attaque au maximum pour tenter de reprendre la deuxième place à Alén et se montre le plus rapide dans toutes les épreuves restantes. Il réduit de moitié son retard sur le pilote Lancia, qui garde cependant près de quatre minutes et demie d'avance sur lui. Sauf incident, la victoire ne devrait plus échapper à Blomqvist, qui termine l'étape avec une marge de six minutes sur son premier poursuivant. Derrière les trois premiers, les positions semblent acquises, Salonen, quatrième ayant près de vingt-cinq minutes d'avance sur Waldegård tandis que Bourne, toujours huitième, n'est pas menacé en groupe A. Trente-huit voitures ont terminé l'étape.
| Pos. | Pilote          | Copilote         | Voiture                     | Groupe | Temps           | Écart             |
| ---- | --------------- | ---------------- | --------------------------- | ------ | --------------- | ----------------- |
| 1    | Stig Blomqvist  | Björn Cederberg  | Audi Quattro A2             | B      | 7 h 09 min 55 s |                   |
| 2    | Markku Alén     | Ilkka Kivimäki   | Lancia Rally 037            | B      | 7 h 15 min 57 s | + 6 min 02 s      |
| 3    | Hannu Mikkola   | Arne Hertz       | Audi Quattro A2             | B      | 7 h 20 min 20 s | + 10 min 25 s     |
| 4    | Timo Salonen    | Seppo Harjanne   | Nissan 240RS                | B      | 7 h 29 min 53 s | + 19 min 28 s     |
| 5    | Björn Waldegård | Hans Thorszelius | Toyota Celica Twincam Turbo | B      | 7 h 54 min 48 s | + 44 min 53 s     |
| 6    | Reg Cook        | Wayne Jones      | Nissan 240RS                | B      | 7 h 59 min 40 s | + 49 min 45 s     |
| 7    | Malcolm Stewart | Doug Parkhill    | Ford Escort RS1800          | B      | 8 h 01 min 38 s | + 51 min 43 s     |
| 8    | Possum Bourne   | Michael Eggleton | Subaru Leone RX             | A      | 8 h 10 min 24 s | + 1 h 00 min 29 s |
| 9    | Tony Teesdale   | Gary Smith       | Subaru Leone RX             | A      | 8 h 24 min 19 s | + 1 h 14 min 24 s |
| 10   | Blair Robson    | Don Campbell     | Mitsubishi Lancer Turbo     | B      | 8 h 27 min 06 s | + 1 h 17 min 11 s |
| 11   | Ray Wilson      | Doug Bone        | Toyota Starlet              | A      | 8 h 32 min 22 s | + 1 h 22 min 27 s |
| 12   | Brent Rawstron  | Doug Bone        | Toyota Starlet              | A      | 9 h 06 min 02 s | + 1 h 56 min 07 s |

### Quatrième étape
La journée du mardi ramène les équipages à Auckland. Les deux premières épreuves spéciales sont verglacées et Mikkola en profite pour revenir à trois minutes d'Alén. Les tronçons suivants sont cependant moins défavorables à la Lancia et l'écart entre les deux hommes se stabilise, Alén attaquant à fond pour conserver l'avantage tandis que deux tête-à-queue à pleine vitesse ont fait perdre à Mikkola quelques secondes. La quarantième spéciale, longue de soixante-douze kilomètres, va s'avérer décisive. Extrêmement incisif, Alén fait jeu égal avec son adversaire et, malgré une petite sortie de route due à l'éclatement d'un pneu en fin de parcours, ne concède que douze secondes et conserve une marge de trois minutes sur son compatriote. Sa deuxième place est maintenant assurée. La fin d'étape n'apportera aucun changement, Blomqvist remportant sa troisième victoire de la saison devant Alén et Mikkola. Salonen termine à une méritoire quatrième place devant Waldegård et Cook, premier régional de l'épreuve. Huitième, Bourne a dominé le groupe A de bout en bout.

### Classements intermédiaires
Classements intermédiaires des pilotes après chaque épreuve spéciale

### Classement général

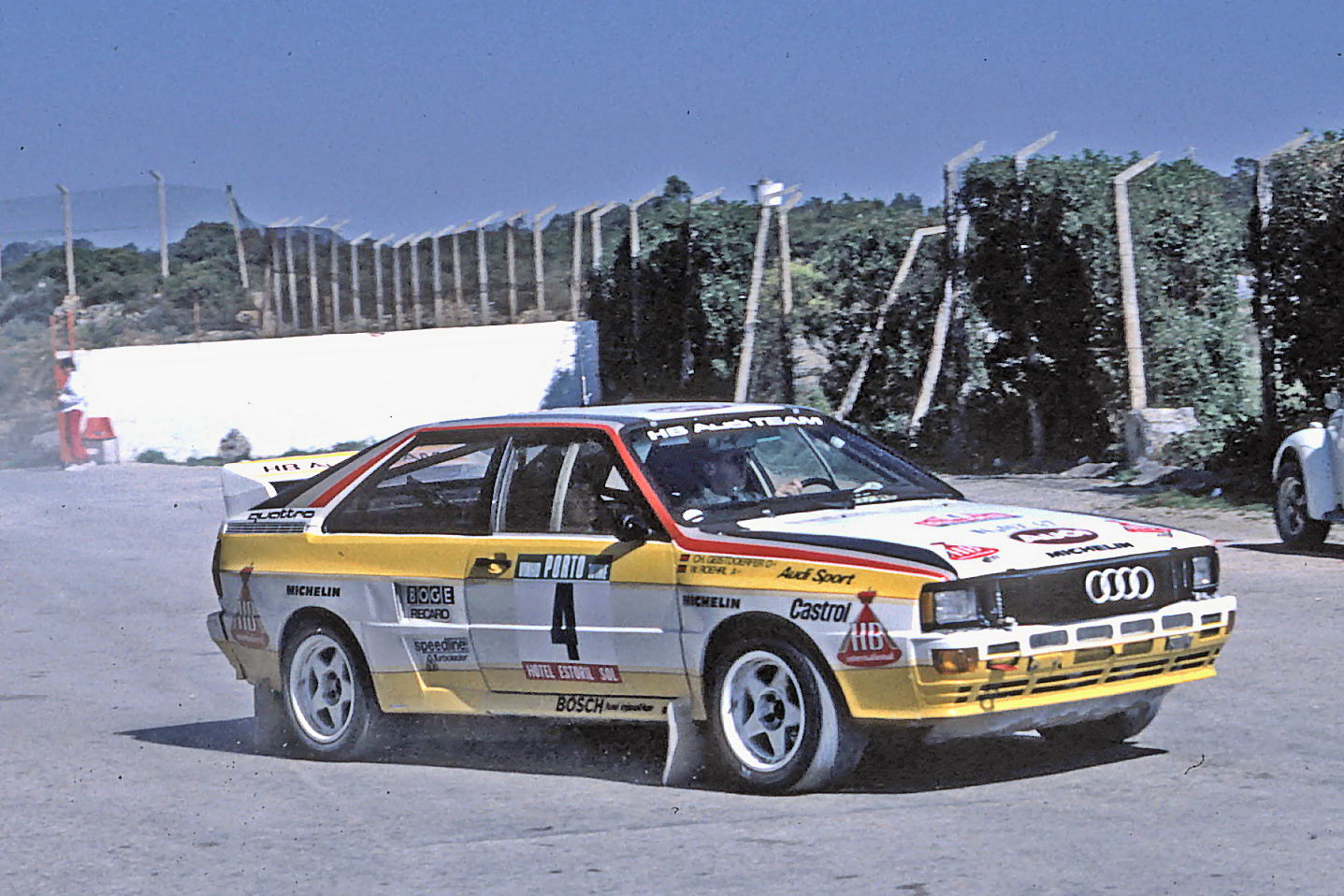
Cinquième victoire de la saison pour les Audi Quattro A2.

| Pos | No | Pilote          | Copilote         | Voiture                     | Temps            | Écart             | Groupe |
| --- | -- | --------------- | ---------------- | --------------------------- | ---------------- | ----------------- | ------ |
| 1   | 3  | Stig Blomqvist  | Björn Cederberg  | Audi Quattro A2             | 10 h 40 min 41 s |                   | B      |
| 2   | 6  | Markku Alén     | Ilkka Kivimäki   | Lancia Rally 037            | 10 h 45 min 28 s | + 4 min 47 s      | B      |
| 3   | 4  | Hannu Mikkola   | Arne Hertz       | Audi Quattro A2             | 10 h 48 min 10 s | + 7 min 29 s      | B      |
| 4   | 5  | Timo Salonen    | Seppo Harjanne   | Nissan 240RS                | 11 h 05 min 29 s | + 24 min 48 s     | B      |
| 5   | 2  | Björn Waldegård | Hans Thorszelius | Toyota Celica Twincam Turbo | 11 h 35 min 58 s | + 55 min 17 s     | B      |
| 6   | 10 | Reg Cook        | Wayne Jones      | Nissan 240RS                | 11 h 44 min 10 s | + 1 h 03 min 29 s | B      |
| 7   | 11 | Malcolm Stewart | Doug Parkhill    | Ford Escort RS1800          | 11 h 46 min 00 s | + 1 h 05 min 19 s | B      |
| 8   | 31 | Possum Bourne   | Michael Eggleton | Subaru Leone RX             | 12 h 04 min 46 s | + 1 h 24 min 05 s | A      |
| 9   | 36 | Tony Teesdale   | Gary Smith       | Subaru Leone RX             | 12 h 21 min 01 s | + 1 h 40 min 20 s | A      |
| 10  | 15 | Blair Robson    | Don Campbell     | Mitsubishi Lancer Turbo     | 12 h 52 min 08 s | + 2 h 11 min 27 s | B      |

### Équipages de tête
- ES1 à ES2 :  Walter Röhrl -  Christian Geistdörfer (Audi Quattro A2)
- ES3 à ES4 :  Stig Blomqvist -  Björn Cederberg (Audi Quattro A2)
- ES5 à ES8 :  Walter Röhrl -  Christian Geistdörfer (Audi Quattro A2)
- ES9 à ES11 :  Stig Blomqvist -  Björn Cederberg (Audi Quattro A2)
- ES12 à ES15 :  Hannu Mikkola -  Arne Hertz (Audi Quattro A2)
- ES16 à ES24 :  Stig Blomqvist -  Björn Cederberg (Audi Quattro A2)
- ES25 :  Stig Blomqvist -  Björn Cederberg (Audi Quattro A2) &  Hannu Mikkola -  Arne Hertz (Audi Quattro A2)
- ES26 à ES45 :  Stig Blomqvist -  Björn Cederberg (Audi Quattro A2)

### Vainqueurs d'épreuves spéciales
- Hannu Mikkola -  Arne Hertz (Audi Quattro A2) : 22 spéciales (ES 3, 11, 20 à 22, 24, 25, 29 à 37, 39, 40, 42 à 45)
- Stig Blomqvist -  Björn Cederberg (Audi Quattro A2) : 12 spéciales (ES 9, 10, 14 à 19, 23, 26 à 28)
- Markku Alén -  Ilkka Kivimäki (Lancia Rally 037) : 7 spéciales (ES 4, 9, 12, 13, 38, 41, 45)
- Walter Röhrl -  Christian Geistdörfer (Audi Quattro A2) : 6 spéciales (ES 1, 2, 5 à 8)

## Résultats des principaux engagés
| No | Pilote          | Copilote              | Voiture                     | Groupe | Classement général                             | Class. groupe |
| -- | --------------- | --------------------- | --------------------------- | ------ | ---------------------------------------------- | ------------- |
| 1  | Walter Röhrl    | Christian Geistdörfer | Audi Quattro A2             | B      | ab. dans la 9e spéciale (boîtier électronique) | -             |
| 2  | Björn Waldegård | Hans Thorszelius      | Toyota Celica Twincam Turbo | B      | 5e à 55 min 17 s                               | 5e            |
| 3  | Stig Blomqvist  | Björn Cederberg       | Audi Quattro A2             | B      | 1er                                            | 1er           |
| 4  | Hannu Mikkola   | Arne Hertz            | Audi Quattro A2             | B      | 3e à 7 min 29 s                                | 3e            |
| 5  | Timo Salonen    | Seppo Harjanne        | Nissan 240RS                | B      | 4e à 24 min 48 s                               | 4e            |
| 6  | Markku Alén     | Ilkka Kivimäki        | Lancia Rally 037            | B      | 2e à 4 min 47 s                                | 2e            |
| 8  | Juha Kankkunen  | Fred Gallagher        | Toyota Celica Twincam Turbo | B      | ab. dans la 27e spéciale (sortie de route)     | -             |
| 9  | Franz Wittmann  | Peter Diekmann        | Audi Quattro A2             | B      | ab. après la 21e spéciale (bielle)             | -             |
| 10 | Reg Cook        | Wayne Jones           | Nissan 240RS                | B      | 6e à 1 h 03 min 29 s                           | 6e            |
| 11 | Malcolm Stewart | Doug Parkhill         | Ford Escort RS1800          | B      | 7e à 1 h 05 min 19 s                           | 7e            |
| 12 | Neil Allport    | Rodger Freeth         | Ford Escort RS1800          | B      | ab. dans la 27e spéciale (piston)              | -             |
| 15 | Blair Robson    | Don Campbell          | Mitsubishi Lancer Turbo     | B      | 10e à 1 h 44 min 27 s                          | 8e            |
| 18 | Ian Tulloch     | Wade Peterson         | Ford Escort RS1800          | B      | ab. dans la 12e spéciale (sortie de route)     | -             |
| 19 | Mark Jennings   | Jim Robb              | Ford Escort RS1800          | B      | ab. dans la 13e spéciale (sortie de route)     | -             |
| 22 | Tom Mason       | Alan Draper           | Ford Escort RS1800          | B      | ab. dans la 29e spéciale (moteur)              | -             |
| 23 | Brian Stokes    | Robin Kerr            | Ford Escort RS1800          | B      | ab. dans la 19e spéciale (sortie de route)     | -             |
| 24 | Chris Barns     | Warryn Jones          | Ford Escort RS1800          | B      | ab. dans la 18e spéciale                       | -             |
| 31 | Possum Bourne   | Michael Eggleton      | Subaru Leone RX             | A      | 8e à 1 h 24 min 05 s                           | 1er           |
| 32 | Paul Adams      | Jim Scott             | Toyota Corolla GT           | A      | ab. dans la 6e spéciale (pression d'huile)     | -             |
| 34 | Junichiro Kato  | Masachi Umino         | Subaru Leone RX             | A      | ab.                                            | -             |
| 35 | Ray Wilson      | Doug Bone             | Toyota Starlet              | A      | 11e à 1 h 53 min 06 s                          | 3e            |
| 36 | Tony Teesdale   | Gary Smith            | Subaru Leone RX             | A      | 9e à 1 h 40 min 20 s                           | 2e            |
| 37 | Bruce McKenzie  | Peter Barnie          | Toyota Corolla GT           | A      | 12e à 2 h 28 min 33 s                          | 4e            |
| 49 | Brent Rawstron  | Doug Bone             | Toyota Starlet              | A      | 14e à 2 h 35 min 54 s                          | 6e            |
| 63 | Bruce Powell    | Rita Patrick          | Subaru Leone RX             | A      | 20e à 3 h 29 min 09 s                          | 11e           |
| 64 | Ian Stevenson   | Peter Jenkins         | Nissan Bluebird Turbo       | A      | 13e à 2 h 30 min 07 s                          | 5e            |

## Classements des championnats à l'issue de la course

### Constructeurs
- Attribution des points : 10, 9, 8, 7, 6, 5, 4, 3, 2, 1 respectivement aux dix premières marques de chaque épreuve, additionnés de 8, 7, 6, 5, 4, 3, 2, 1 respectivement aux huit premières de chaque groupe (seule la voiture la mieux classée de chaque constructeur marque des points). Les points de groupe ne sont attribués qu'aux concurrents ayant terminé dans les dix premiers au classement général[2].

- Seuls les sept meilleurs résultats (sur dix épreuves) sont retenus pour le décompte final des points.

| Pos. | Marque     | Points | M-C  | POR  | SAF  | COR  | ACR  | NZ   | ARG | FIN | SAN | RAC |
| ---- | ---------- | ------ | ---- | ---- | ---- | ---- | ---- | ---- | --- | --- | --- | --- |
| 1    | Audi       | 96     | 10+8 | 10+8 | 8+6  | 6+4  | 10+8 | 10+8 |     |     |     |     |
| 2    | Lancia     | 86     | 6+4  | 9+7  | 7+5  | 10+8 | 8+6  | 9+7  |     |     |     |     |
| 3    | Toyota     | 38     | -    | 3+7  | 10+8 | -    | -    | 6+4  |     |     |     |     |
| 4    | Renault    | 36     | 7+5  | 6+4  | -    | 8+6  | -    | -    |     |     |     |     |
| 5    | Nissan     | 32     | 1+1  | -    | 6+4  | -    | 5+3  | 7+5  |     |     |     |     |
| 6    | Volkswagen | 21     | 2+7  | 4+8  | -    | -    | -    | -    |     |     |     |     |
| 7    | Opel       | 18     | -    | -    | 9+7  | 2+0  | -    | -    |     |     |     |     |
| 8    | Peugeot    | 12     | -    | -    | -    | 7+5  | -    | -    |     |     |     |     |
| 9    | Subaru     | 11     | -    | -    | -    | -    | -    | 3+8  |     |     |     |     |
| 10   | Alfa Romeo | 9      | -    | -    | -    | 1+8  | -    | -    |     |     |     |     |
| 11   | Ford       | 6      | -    | -    | -    | -    | -    | 4+2  |     |     |     |     |
| 12   | Citroën    | 4      | -    | 2+2  | -    | -    | -    | -    |     |     |     |     |
| 13   | Mazda      | 2      | -    | -    | -    | -    | 2+0  | -    |     |     |     |     |
| 13=  | Vauxhall   | 2      | -    | 1+1  | -    | -    | -    | -    |     |     |     |     |
| 13=  | Mitsubishi | 2      | -    | -    | -    | -    | -    | 1+1  |     |     |     |     |

### Pilotes
- Attribution des points : 20, 15, 12, 10, 8, 6, 4, 3, 2, 1 respectivement aux dix premiers de chaque épreuve.
- Seuls les sept meilleurs résultats (sur douze épreuves) sont retenus pour le décompte final des points.

| Pos. | Pilote              | Marque     | Points | M-C | SUE | POR | SAF | COR | ACR | NZ | ARG | FIN | SAN | CIV | RAC |
| ---- | ------------------- | ---------- | ------ | --- | --- | --- | --- | --- | --- | -- | --- | --- | --- | --- | --- |
| 1    | Stig Blomqvist      | Audi       | 83     | 15  | 20  | -   | -   | 8   | 20  | 20 |     |     |     |     |     |
| 2    | Markku Alén         | Lancia     | 75     | 3   | -   | 15  | 10  | 20  | 12  | 15 |     |     |     |     |     |
| 3    | Hannu Mikkola       | Audi       | 71     | 12  | -   | 20  | 12  | -   | 15  | 12 |     |     |     |     |     |
| 4    | Attilio Bettega     | Lancia     | 34     | 8   | -   | 12  | -   | 4   | 10  | -  |     |     |     |     |     |
| 5    | Massimo Biasion     | Lancia     | 31     | 6   | -   | 10  | -   | 15  | -   | -  |     |     |     |     |     |
| 6    | Björn Waldegård     | Toyota     | 28     | -   | -   | -   | 20  | -   | -   | 8  |     |     |     |     |     |
| 7    | Walter Röhrl        | Audi       | 26     | 20  | -   | 6   | -   | -   | -   | -  |     |     |     |     |     |
| 8    | Timo Salonen        | Nissan     | 21     | 1   | -   | -   | 4   | -   | 6   | 10 |     |     |     |     |     |
| 9    | Jean Ragnotti       | Renault    | 20     | -   | -   | 8   | -   | 12  | -   | -  |     |     |     |     |     |
| 10   | Michèle Mouton      | Audi       | 15     | -   | 15  | -   | -   | -   | -   | -  |     |     |     |     |     |
| 10=  | Rauno Aaltonen      | Opel       | 15     | -   | -   | -   | 15  | -   | -   | -  |     |     |     |     |     |
| 12   | Per Eklund          | Audi       | 12     | -   | 12  | -   | -   | -   | -   | -  |     |     |     |     |     |
| 12=  | Shekhar Mehta       | Nissan     | 12     | -   | -   | -   | 8   | -   | 4   | -  |     |     |     |     |     |
| 14   | Jean-Luc Thérier    | Renault    | 10     | 10  | -   | -   | -   | -   | -   | -  |     |     |     |     |     |
| 14=  | Mats Jonsson        | Opel       | 10     | -   | 10  | -   | -   | -   | -   | -  |     |     |     |     |     |
| 14=  | Jean-Pierre Nicolas | Peugeot    | 10     | -   | -   | -   | -   | 10  | -   | -  |     |     |     |     |     |
| 17   | Lars-Erik Torph     | Opel       | 8      | -   | 8   | -   | -   | -   | -   | -  |     |     |     |     |     |
| 17=  | John Buffum         | Audi       | 8      | -   | -   | -   | -   | -   | 8   | -  |     |     |     |     |     |
| 19   | Björn Johansson     | Opel       | 6      | -   | 6   | -   | -   | -   | -   | -  |     |     |     |     |     |
| 19=  | Vic Preston Jr      | Lancia     | 6      | -   | -   | -   | 6   | -   | -   | -  |     |     |     |     |     |
| 19=  | Jean-Claude Andruet | Lancia     | 6      | -   | -   | -   | -   | 6   | -   | -  |     |     |     |     |     |
| 19=  | Reg Cook            | Nissan     | 6      | -   | -   | -   | -   | -   | -   | 6  |     |     |     |     |     |
| 19=  | Kalle Grundel       | Volkswagen | 6      | 2   | -   | 4   | -   | -   | -   | -  |     |     |     |     |     |